# Boleslau, o Piedoso
Boleslau, o Piedoso foi um duque da Grande Polônia. Proclamou, na cidade de Kalisz, o primeiro legislação em defesa dos direitos da população judaica do país, os chamados Estatutos Poloneses. Durante o seu reinado ocorreu um novo ataque mongol contra a Polônia, liderado por Nogai, em 1259.
Casou com a beata Iolanda da Polônia, filha de Bela IV da Hungria.